# AVM (Unternehmen)
Bevor die Klammerweiterleitung gelöscht werden kann, müssen noch viele Links auf das neue Lemma umgebogen werden. Machst du das? --Zollernalb (Diskussion) 10:01, 20. Aug. 2025 (CEST)